# Pins-Justaret
Pins-Justaret település Franciaországban, Haute-Garonne megyében. Lakosainak száma 4377 fő (2022. január 1.). Pins-Justaret Pinsaguel, Goyrans, Labarthe-sur-Lèze, Roquettes, Saubens, Villate és Lacroix-Falgarde községekkel határos.

## Népesség
A település népességének változása:
| Lakosok száma | 577  | 2021 | 3303 | 4297 | 4514 | 4424 | 4410 | 4318 | 4335 | 4377 |
|               | 1968 | 1982 | 1990 | 2006 | 2013 | 2015 | 2017 | 2019 | 2020 | 2022 |